# کابینه مارک روته
چهارمین کابینه روته، کابینه فعلی هلند است که در ۱۰ ژانویه ۲۰۲۲ تشکیل شد. این کابینه ادامه سومین کابینه روته است و توسط حزب لیبرال محافظه کار خلق برای آزادی و دموکراسی (VVD)، سوسیال لیبرال دموکرات ۶۶ و دموکرات مسیحی دموکرات استیناف (CDA) و اتحادیه مسیحی (CU) تشکیل شده‌است. در انتخابات ۲۰۲۱ تشکیل شد.
این کابینه در ۷ ژوئیه ۲۰۲۳ به‌دنبال شکست دولت ائتلافی در دستیابی به توافق در مورد رفتار با پناهندگان فراری از جنگ ساقط شد. در نتیجه کابینه فرو پاشید.

## ایجاد

### شکل‌گیری
پس از انتخابات مجلس نمایندگان، احزاب کابینه روته سوم دوباره اکثریت را در مجلس نمایندگان کسب نمودند. بعد از آن شریک ائتلاف دی ۶۶ در ابتدا از ادامه کابینه روته آی آی آی ممانعت کرد، زیرا آن حزب خواهان تغییراتی در موضوع‌های اخلاقی پزشکی بود که برای اتحادیه مسیحی دشوار بود. بعد از آن یکی دیگر از احتمالات روشن ائتلاف وی وی دی، دی ۶۶ و سی دی ای بود که از طرف حزب کارگر یا حزب چپ (سبز) به اتمام رسید. در عین حال، حزب پی وی دی ای و حزب چپ (سبز)، قصد داشتند به‌طور مشترک در یک کابینه شرکت کنند، در حالی که حزب وی وی دی و سی دی ای قصد داشتند با یکی از این دو حکومت نمایند.
هنگامی که یادداشت‌های پیشاهنگ کاجسا اولونگرن به بیرون درز نمود که حاوی متن «موقعیت اومتسیگت، عملکرد در محلی دیگر» بود، این سازمان‌ها پیچیده‌تر شد. کل روسای حزب، صحبت با پیشاهنگان در رابط با پیتر اومتزیگت، نماینده حزب سی در ای را رد نمودند. با این حال، هنگامی که معلوم شد که مارک روته در خصوص اومتزیگت صحبت نموده، سوء ظن به حکومت با حزب وی وی دی به رهبری روته تشکل شد.
بعدها یک وقفه چند ماهه به دنبال داشت که در آن ائتلاف‌های اکثریت، ائتلاف‌های اقلیت و کابینه‌های خارج از پارلمان مورد بررسی واقع شدند، ولی توسعه نیافت. بعد از آن در پایان ماه سپتامبر، حزب دی ۶۶ محاصره علیه کریستن یونی را لغو نمود تا از وقفه خارج گردد و از برگزاری انتخابات جدید جلوگیری نماید. بعد از آن در ماه‌های بعد، حزب وی وی دی، دی ۶۶، سی دی ای و همچنین اتحادیه مسیحی مذاکراتی را انجام دادند که منجر به توافق ائتلافی در ماه دسامبر شد. بعدها کابینه در تاریخ ۱۰ ژانویه ۲۰۲۲، پس از طولانی‌ترین تشکیل کابینه تاکنون، سوگند یاد کرد.
این ائتلاف دارای اکثریت ۲ کرسی در مجلس نمایندگان و همچنین داری (۷۷ کرسی از ۱۵۰ کرسی) می‌باشد. در مجلس اعلا، سنا و همچنین احزاب کابینه اقلیت (۲۴ کرسی از ۷۵ کرسی) را تشکیل می‌دهند.

### توافقنامه ائتلاف
توافقنامه ائتلاف، همچنین، شامل توافق‌هایی در خصوص تسریع جاه‌طلبی‌های اقلیمی هلند (کاهش ۵۵ درصدی سی او ۲ در سال ۲۰۳۰)، برابر سازی بودجه مراقبت از کودکان، آماده‌سازی نیروگاه‌های هسته‌ای نوین و معرفی قیمت‌گذاری جاده‌ها از سال ۲۰۳۰، کاهش سریع نیتروژن (زیر ۵۰ درصد در سال ۲۰۳۰)، تقویت اکثر مقررات مربوط به اجاره زمین، تقویت اکثر مقررات مربوط به زمین تلفیق کردن حقوق معلمان در دوره ابتدایی با دستمزد دوره متوسطه، بازگشت کمک هزینه پایه و همچنین افزایش اقساط حداقل دستمزد قانونی ۷٫۵ درصد و پول بیشتر برای دفاع و نظایر آن می‌باشد.